# Аманіпіладе
Аманіпіладе (д/н — бл. 350/355) — остання цариця (кандаке) Куша в 340—350/355 роках.

## Життєпис
Основні відомості містяться в поховальному написі в Шийє. Донька Текіє і Макеханьє, які були родичами цариця Лахідеамані. Можливо після смерті останньої близько 314 року оголошується царицею. Або це сталося внаслідок шлюбу з Акедакетівалом.
В будь-якому разі близько 340 року була самостійною володаркою Куша. В цей час держава зменшилася до області навколо Мерое. На півночі хазяйнували набатеї або нобатії, на сході — блеммії, на півдні — Аксумське царство. Війська останнього під орудою Езани між 350 та 355 роками захопили Мерое й остаточно знищили Кушитське царство.